# سقف‌های عرشه فولادی
سقف‌های عرشه فولادی  Steel Deck سقف‌هایی هستند که با استفاده از دو عنصر ورق‌های فولادی گالوانیزه ذوزنقه‌ای شکل تحتانی و برش گیرها که در این نوع سقف‌ها مورد استفاده قرار می‌گیرد از سایر سقف‌ها متمایز می‌شود و البته با استفاده از آرماتوربندی و بتن ریزی بر روی این ورق فولادی، این نوع سقف اجرا می‌شود. از بخش‌های اصلی سقف‌های کامپوزیت عرشه فولادی باید به تیرهای فرعی مورد نیاز در بین تیرهای اصلی سازه اشاره نمود. ارتفاع عرشه‌های فولادی بایستی بین ۵ تا ۷٫۵ سانتی‌متر باشد.

## تاریخچه سقف‌های عرشه فولادی
در سالهای نخست که تکنولوژی سقف عرشه فولادی از آمریکا تازه‌وارد ایران گردیده بود نه تنها امکانات و تجهیزات کافی برای این کار موجود نبود بلکه هیچ آئین‌نامه و استانداردی از جانب مراکز ذیصلاح برای این نوع سقف تعریف نگردیده بود، و تولید و اجرا صرفاً بر مبنای همان آئین‌نامه‌های اروپایی و آمریکایی انجام می‌گرفت و چون امکان تولید گلمیخ هم در کشور وجود نداشت گل میخ‌ها به صورت وارداتی خصوصاً با برند Koco بسیار متداول بود که البته هزینه اجرای این گونه سقفها چندین برابر سقفهای متداول آن دوران مانند سقف‌های دال بتنی و سقف کامپوزیت بود، اما رفته رفته با جا افتادن این صنعت شرکتهای داخلی نیز شروع به تولید تجهیزات مورد نیاز مانند دستگاه‌های Stud Welding مختص جوش گل میخ به روش قوس الکتریکی و همچنین تولید گل میخ با تکنولوژی فورج سرد نموده و همچنین از جانب مراکز ذیصلاح آئین‌نامه‌ها و استانداردهای معقول نیز برای این امر تدوین و در اختیار عموم قرار داده شد. در حال حاضر با در اختیار داشتن ۴ دستگاه رول فرمینگ با گامهای ۶۰ و ۷۵ میلیمتری توان تولید ۵۰ تن عرشه فولادی در روز را داشته و همچنین با دراختیار داشتن ده‌ها دستگاه استاد ولدینگ و سایر تجهیزات در قالب ۱۲ اکیپ مستقل توان اجرای روزانه ۳۰۰۰ متر مربع سقف عرشه فولادی را دارا می‌باشد.

## ورق‌های فولادی گالوانیزه
ورق فولادی مهم‌ترین مصالح به کار رفته در این نوع سقف می‌باشد که برای ساخت آن ورق فولادی گالوانیزه با ضخامت‌های ۸/۰ تا ۲/۱ میلی‌متر را به وسیله دستگاه‌های Roll Forming به روش نورد سرد به حالت موجدار شکل‌دهی می‌کنند به صورتی که در مقطع ورق حاصله هر موج به شکل یک ذوزنقه دیده می‌شود.
وصله ورق‌های فولادی گالوانیزه صرفاً بر روی تیرهای اصلی مجاز بوده و در این حالت می‌بایست دو عرشه وصله شونده به طولی حداقل برابر با ۵۰ میلی‌متر بر روی تیر اصلی با یکدیگر همپوشانی داشته باشند.
ورق گالوانیزه عرشه فولادی به کار رفته در این سقف ها از نوع آجدار ذوزنقه ای بوده و سبب افزایش سرعت اجرا و کاهش هزینه های جاری در پروژه های ساختمانی می گردد. مراحل اجرای سقف عرشه فولادی به ترتیب دپو و انتقال به طبقات، جاگذاری عرشه های فولادی، نصب میلگرد و گل میخ و بتن ریزی می باشد.
از مهمترین مصالح به کار برده در این سقف ها می توان به ورق عرشه فولادی، گل میخ یا برشگیر، آرماتور و بتن اشاره نمود. ورق گالوانیزه عرشه فولادی مهمترین عضو در این سازه بوده که با ضخامت 0.8 تا 1.2 میلی متر در بازار موجود می باشد. برای تولید ورق عرشه فولادی، ورق های گالوانیزه را در دستگاه های مخصوص به صورت موجدار و به شکل ذوزنقه ای در می آورند.

## برش گیرها
برشگیرهای (گل میخ‌ها) خاصی که در این نوع سقف مورد استفاده قرار می‌گیرند به جهت نوع مصالح و روش خاص اجرا، از نقاط قوت این نوع سقف محسوب می‌شود. قطر این برشگیرها حداکثر ۲۰ میلی‌متر و ارتفاع آن‌ها با توجه به شکل ورق فولادی متغیر می‌باشد و در نهایت حداقل ارتفاع گل میخ بعد از نصب که از بالای ورق ذوزنقه‌ای اندازه‌گیری می‌شود از ۴۰ میلی‌متر نباید کمتر باشد. این گل میخ‌ها به وسیله دستگاه جوش قوس الکتریکی به خصوصی که Stud Welder خوانده می‌شود به بال تیرهای سازه‌ای جوش می‌شود.

## مزایا
وزن کمتر این نوع سقف نسبت به سایر سقف‌های متداول در اسکلت‌های فولادی ساختمان از شاخصه‌های این نوع سقف محسوب می‌شود.
در این نوع روش اجرای سقف، ورق گالوانیزه ذوزنقه‌ای شکل آجدار هم به عنوان قالب بتن ریزی عمل می‌نماید و همچنین با باقی‌ماندن در سقف نقش سازه‌ای ایفا می‌کند.
کاهش بار سقف و به تبع ان کاهش وزن سازه و حذف بلوک و قالب بندی و حمل و نقل آسان سبب صرفه جویی در هزینهٔ ساختمان می‌شود.
افزایش دهانه تیرریزی تا ۴ متر بدون نیاز به شمع بندی.
استفاده از گل میخ‌ها که ورق به تیر جوش می‌خورد از استانداردترین روش‌های اجرا می‌باشد.
قابلیت دپو در محل‌های محدودتر نسبت به انواع تیرچه‌ها.
وجود فرورفتگی و برجستگی روی جان ورق فولادی، تنش تسلیم و مدول الاستیسیته ورق را ۴۷٪ نسبت به ورق صاف کاهش می‌دهد.
امکان هم‌زمان اجرا و بتن ریزی چندین سقف به صورت هم‌زمان و در نتیجه صرفه جویی در زمان انجام پروژه را دارا می‌باشد.
حذف میلگردهای کششی و تیرهای فرعی
بهترین و مقرون به صرفه‌ترین عرض ورق ۱ متر بعد از فرمینگ می‌باشد که وزن آن حدود ۷٫۸۰۰ کیلوگرم می‌باشد.

## مراکز تأییدکننده و استانداردهای مرجع عرشه فولادی
- مقررات ملی ساختمان: مبحث دهم (طرح و اجرای ساختمان‌های فولادی)
- مرکز تحقیقات ساختمان و مسکن وزارت شهرسازی
- استاندارد AISC[یادداشت ۲]
- استاندارد ASTM[یادداشت ۳]
- استاندارد BSI[یادداشت ۴]
- استاندارد SDI[یادداشت ۵]
- استاندارد SCI[یادداشت ۶]

## نگارخانه

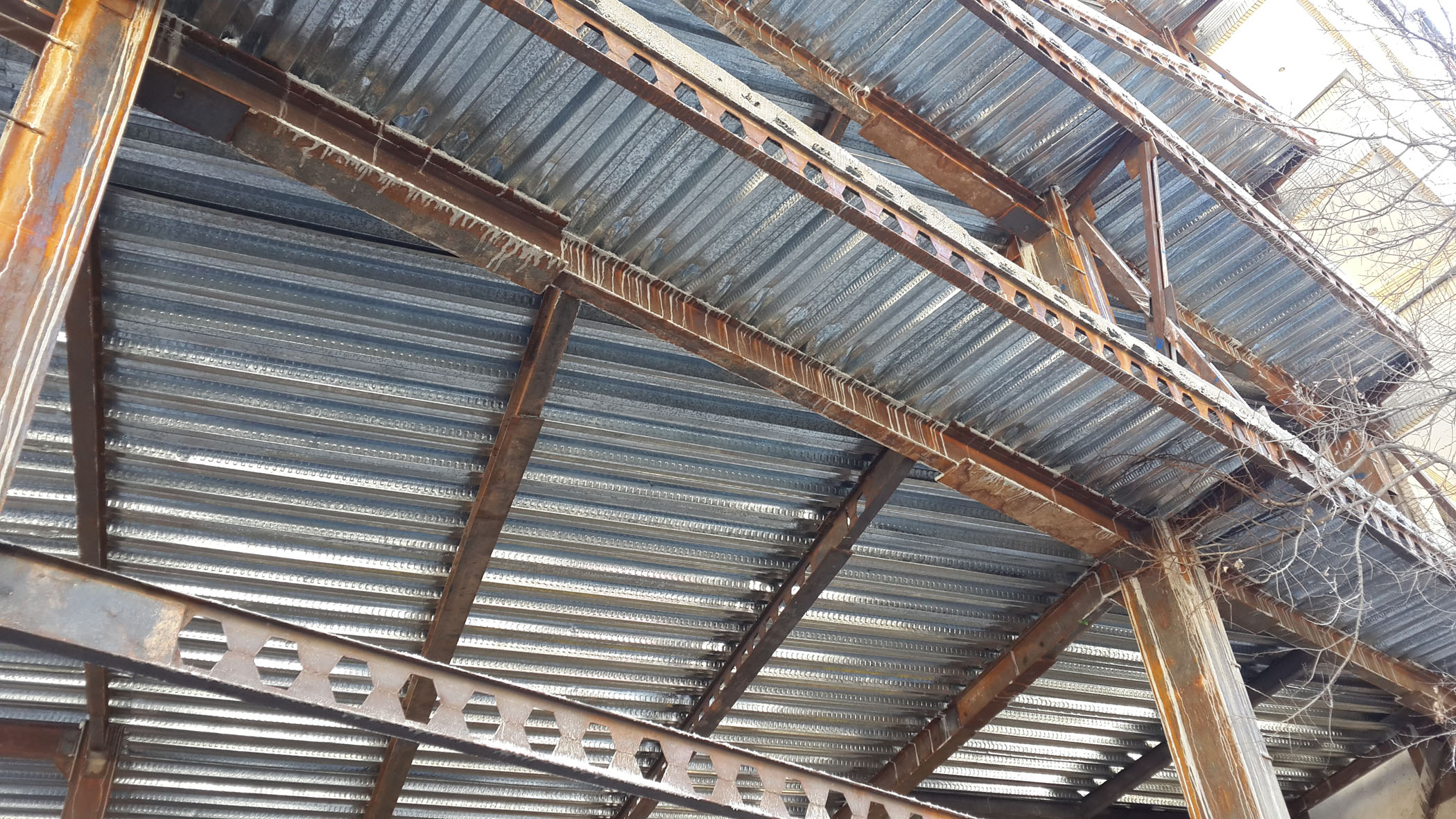
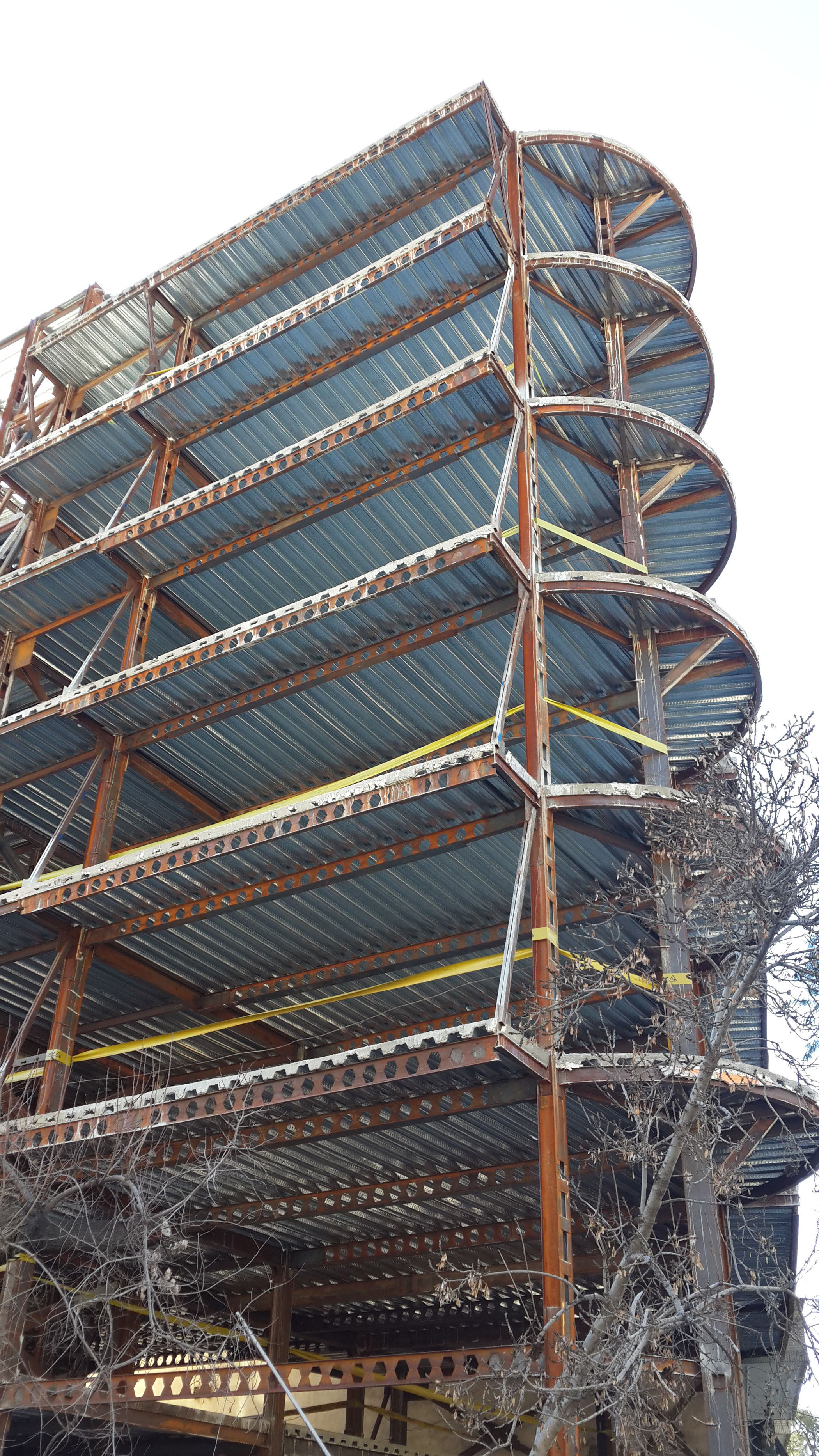
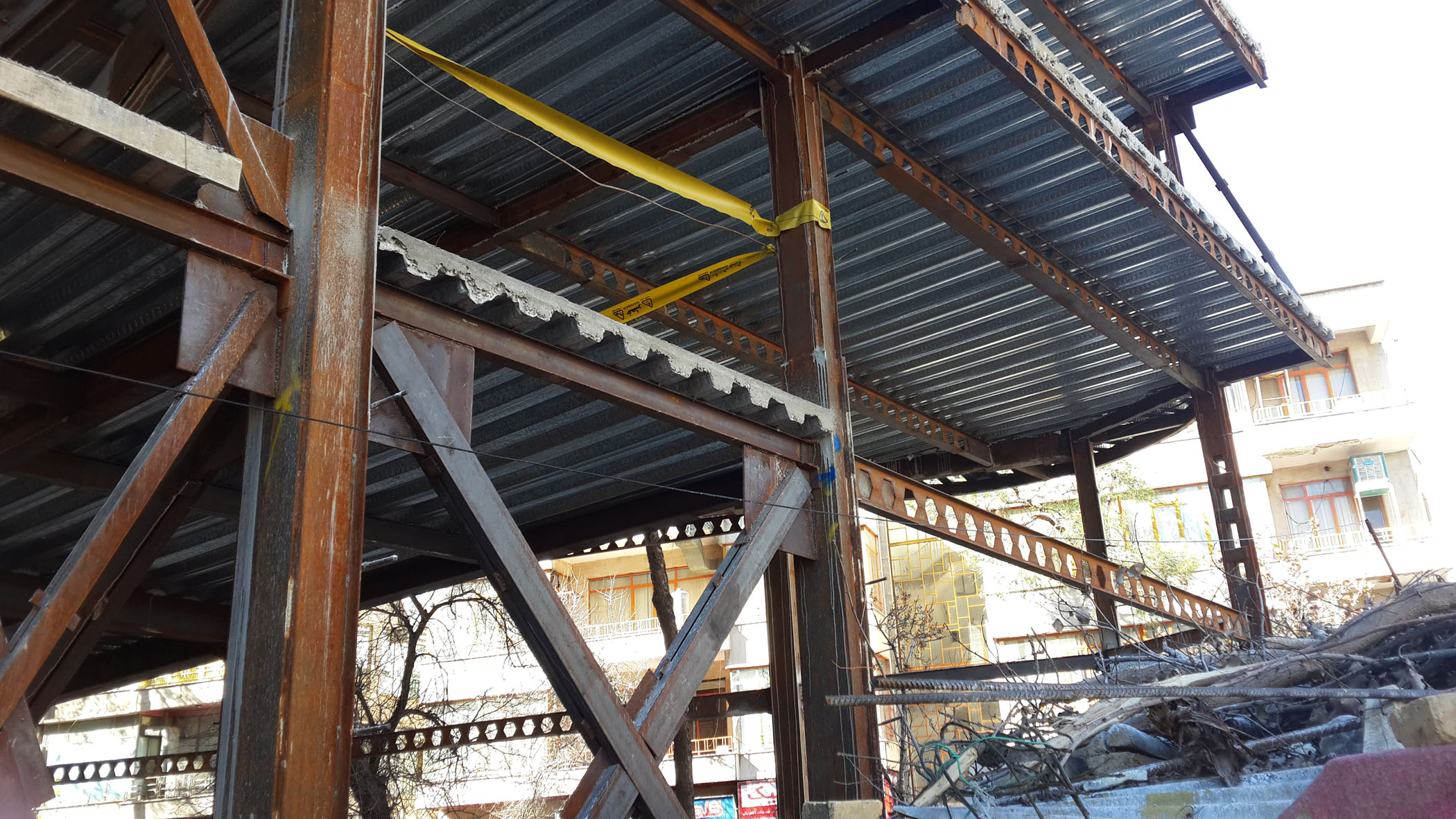
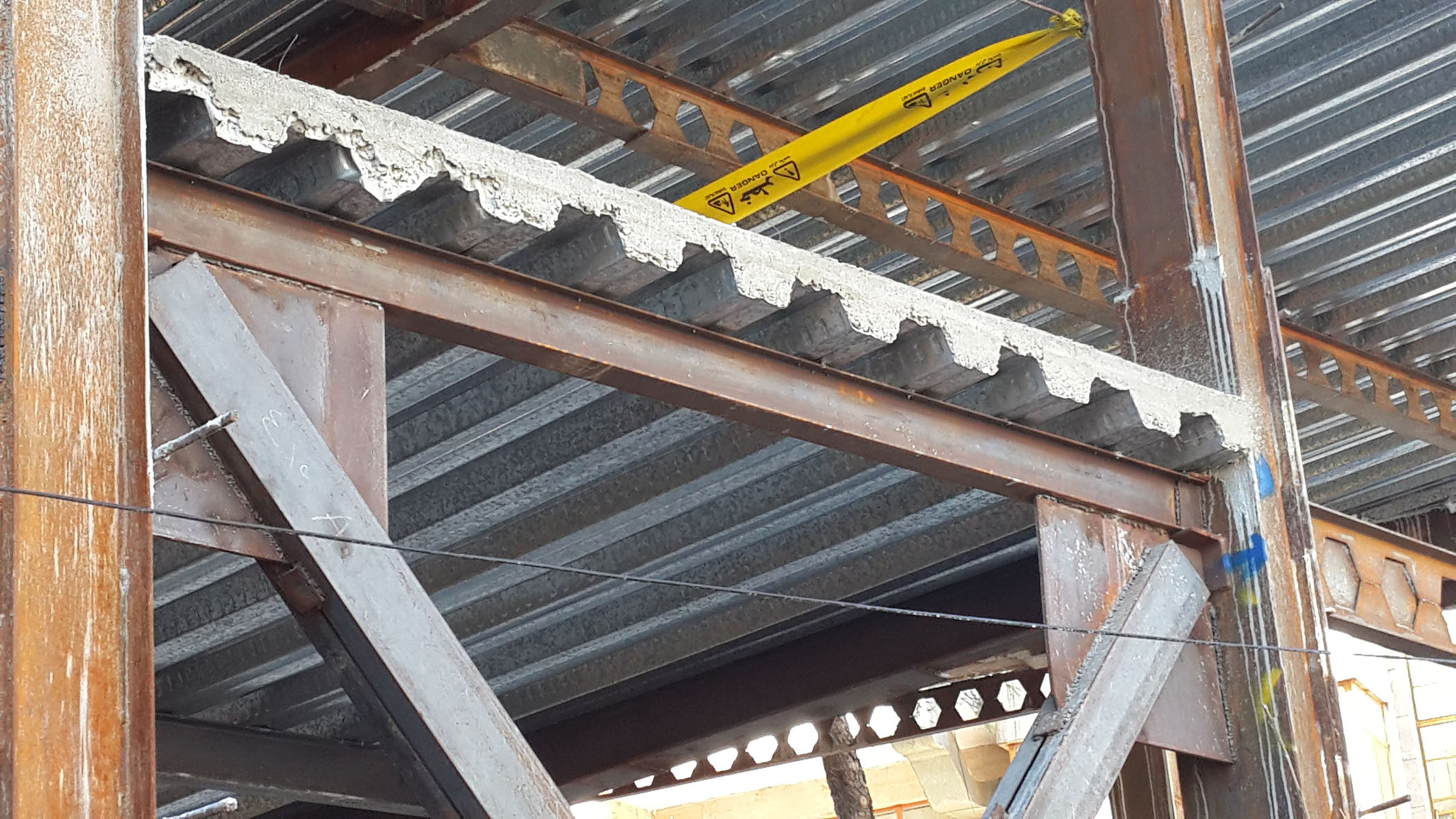
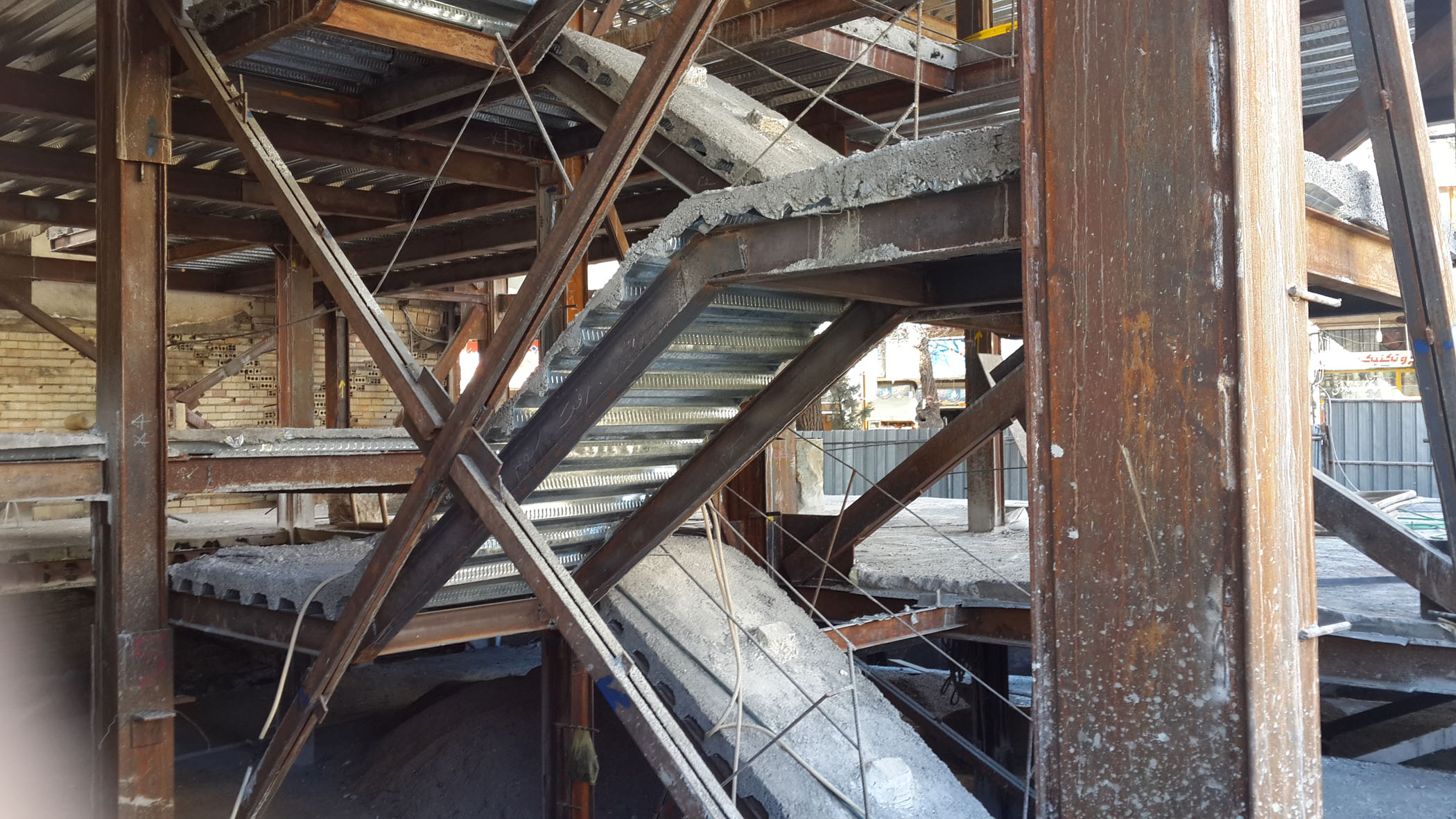
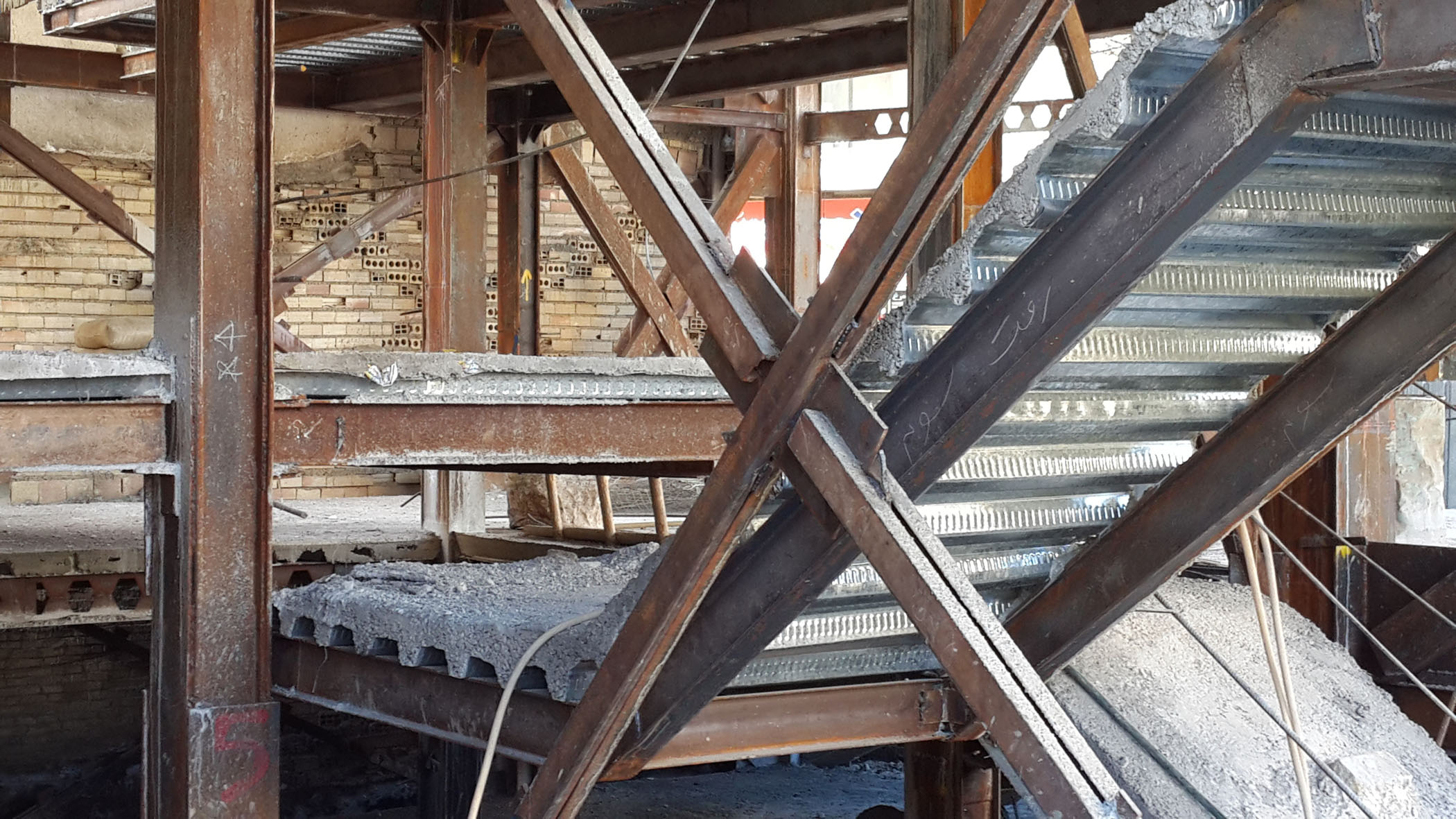

## یادداشت
1. ↑  Cold Forming
2. ↑  American Institute of Steel Construction
3. ↑  American Society for Testing and Materials
4. ↑  British Standard Institute
5. ↑  Steel Deck Institute
6. ↑  Steel Construction Institute